# Cadulus euloides
Cadulus euloides är en blötdjursart som beskrevs av James Cosmo Melvill och Standen 1901. Cadulus euloides ingår i släktet Cadulus och familjen Gadilidae. Inga underarter finns listade i Catalogue of Life.